# 沼影市民プール

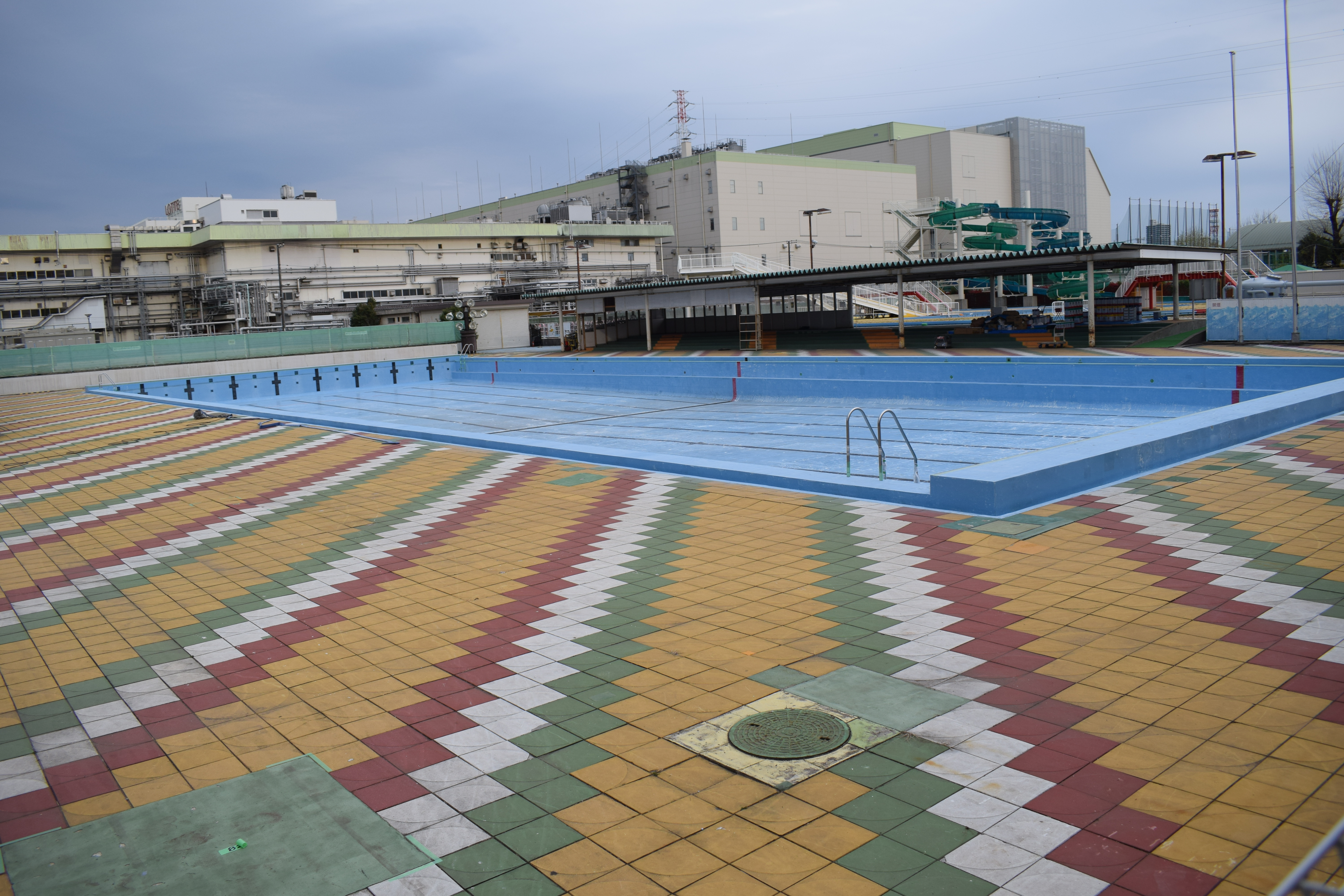
沼影市民プール（2019年）

沼影市民プール（ぬまかげしみんプール）は、埼玉県さいたま市南区沼影にある市営のプール施設。略称は沼プー（ぬまぷー）。
施設全体が沼影公園として都市公園に指定されていたが、2024年（令和6年）3月末で廃止解体されることになった。

## 歴史

### 屋外プール
旧浦和市時代に、「海のない浦和市にプールがあれば…」、という市民の要望が強く、それに応えるため1971年（昭和46年）7月に最初の浦和市営プールとして「浦和市営沼影市民プール」が完成した。そして、さいたま市成立とともにさいたま市営沼影市民プールとなった。現在のさいたま市域の市営プールの中では最古のプールでもある。50メートルプールや子供プール、全長約100メートルのスライダーなどが設けられた。
1990年（平成2年）12月からは50mプールを利用してアイススケート場が開設されている。冬季に1,800平方メートルのリンクとして開放されている。『南区魅力発見かるた』の「な」の読み札・絵札にもなった。

### 屋内プール
1981年（昭和56年）4月には屋内プールが開設された。25mの短水路、6レーン幅の日本水泳連盟公認競泳プールで、通年利用が可能である。プール以外にも、卓球場、カルチャー教室（小学生向けの教室もあり）を設置して、周辺の市民が利用している。

### 閉鎖へ
2028年度までに、沼影小学校と浦和大里小学校に内谷中学校の3校を統合再編して設置される「武蔵浦和学園義務教育学校（仮称）」の後期課程（小学5年から中学3年にあたる義務5年から義務9年まで）の校舎を当地に設置することになった。
具体的には、当プール（沼影公園）の用地と隣接する沼影小学校の敷地を活用して義務教育学校の校舎とスポーツ施設を設置することになっている。
屋外プールは2023年（令和5年）8月31日に夏季の営業を終了し、プールとしては最後の営業となった。50メートルプールは冬季はアイススケート場となるが、2023年度が最後の営業で、2024年（令和6年）2月12日で営業を終了した。これに先立ち、「ありがとうイベント」が2月10日に開催され、 入場を無料としたことで多くの利用者が詰め掛けて別れを惜しんだ。
屋内プールも2025年（令和7年)で6月末で終了。その後、屋外プールは2024年4月頃から、屋内プールは2025年秋頃に解体される予定である。
新設校は2028年度（令和10年度）の開校を予定している。また、新たなスポーツ施設はプール併設型の体育館を想定しており、2029年度（令和11年度）の着工を予定している。それに先立ち、新設校への再整備で建て替えた浦和大里小学校の屋内温水プール（さいたま市の市立小中学校として初となる）を学校が利用する日以外は一般に開放する「浦和大里小学校プール」として2025年8月に新たなスポーツ施設が出来るまでの間の期間限定で設置する事になった。また、さいたま市は2023年11月に策定した「さいたま市レジャープールのあり方方針」で、当プールの代替施設の整備に関して「旧浦和市域内に優先的に検討する」としている。これについて、さいたま市議会の2024年6月定例会で、「千葉ロッテマリーンズの2軍の移転で余剰地となるロッテ浦和球場が所在するロッテ浦和工場の敷地を借用して代替施設を設置すべき」と言う質問があったが、「ロッテから、『工場敷地の貸し出しは現時点では考えていない』との返答があった」と言う答弁であった。また、「代替施設にアイススケート場の機能を設けよ」と言う質問には、「導入の可否については検討していくが、その際には市民の声を聞くような機会を設けながら進めていきたい」とやや否定的な答弁となった。
なお、「さいたま市レジャープールのあり方方針」では、当プール以外のさいたま市が所有・運営するレジャープールの今後についても言及しており、原山市民プールはリニューアルして存続か廃止して親水公園化のどちらか、下落合プールは屋外プールは廃止、屋内プールは与野体育館を移転させる形で建設が予定されている与野中央公園の次世代型スポーツ施設に併設、三橋プールは廃止して親水公園化（三橋総合公園の屋内プールが実質的に代替しているため）、大和田公園プールはリニューアルして存続するとしている。それ以外の屋内プールを設置している施設（さいたま市記念総合体育館、三橋総合公園、岩槻本丸公民館）に関しては、現時点では存続とする模様である。

## プールのデータ
- 敷地面積 - 20,070.90平方メートル
- 流水プール                   (面積1722平方メートル、水深1m、全長260m、幅6.5m)
- 50mプール     (面積970平方メートル、水深1.2mから1.6m、8レーン幅19.4m 日本水泳連盟公認競泳プール)
- こどもプール               (面積194.4平方メートル、水深0.55mから0.65m)
- スパイラルスライダー (2レーン長さ100m)
- スライダー                   (3レーン長さ20m)
- 料金 - 大人 440円(さいたま市内在住者)/880円(さいたま市外在住者)、小人 220円(さいたま市内在住者)/440円(さいたま市外在住者)

## 所在地
- 埼玉県さいたま市南区沼影2-7-35

## アクセス
- JR埼京線・武蔵野線 武蔵浦和駅から徒歩10分
- さいたま市コミュニティバス南区役所線「沼影北」バス停下車（武蔵浦和駅前から乗車）
- 首都高速埼玉大宮線浦和南出入口下車約5分